# منة الطناني
وٌلدت منة الطناني في التاسع عشرة من شهر سبتمبر عام 1990، وهي لاعبة كرة ريشة مصرية.

## السيرة الذاتية
شاركت منة في شهر أغسطس من عام 2915 في بطولة العالم 2015 BWF التي عٌقِدت في إندونيسيا، تعاونت منه مع لاعبة كرة الريشة نادين أشرف على لعب بطولة العالم BWF الزوجي للسيدات عام 2015. كانت نتيجة أول جولة هي (2:0)، خسرت هيذر أوليفر ولورين سميث (5:21) و (1:21).
في أغسطس عام 2017، قامت منة بالمشاركة في بطولة العالم 2015 BWF التي عٌقِدت في اسكتلندا , غلاسكو، ولعبت بطولة العالم BWF - الفردي للسيدات وبطولة العالم BWF - الزوجي المختلط 2017. كانت نتيجة أول جولة هي (2:0)، خسرت اللاعبة وماريا ميتسوفا (5:21) و (1:21).

## روابط خارجية
- منة الطناني على موقع BWF.tournamentsoftware.com (الإنجليزية)
- منة الطناني على موقع BWFbadminton.com (الإنجليزية)